# Umberto Maglioli

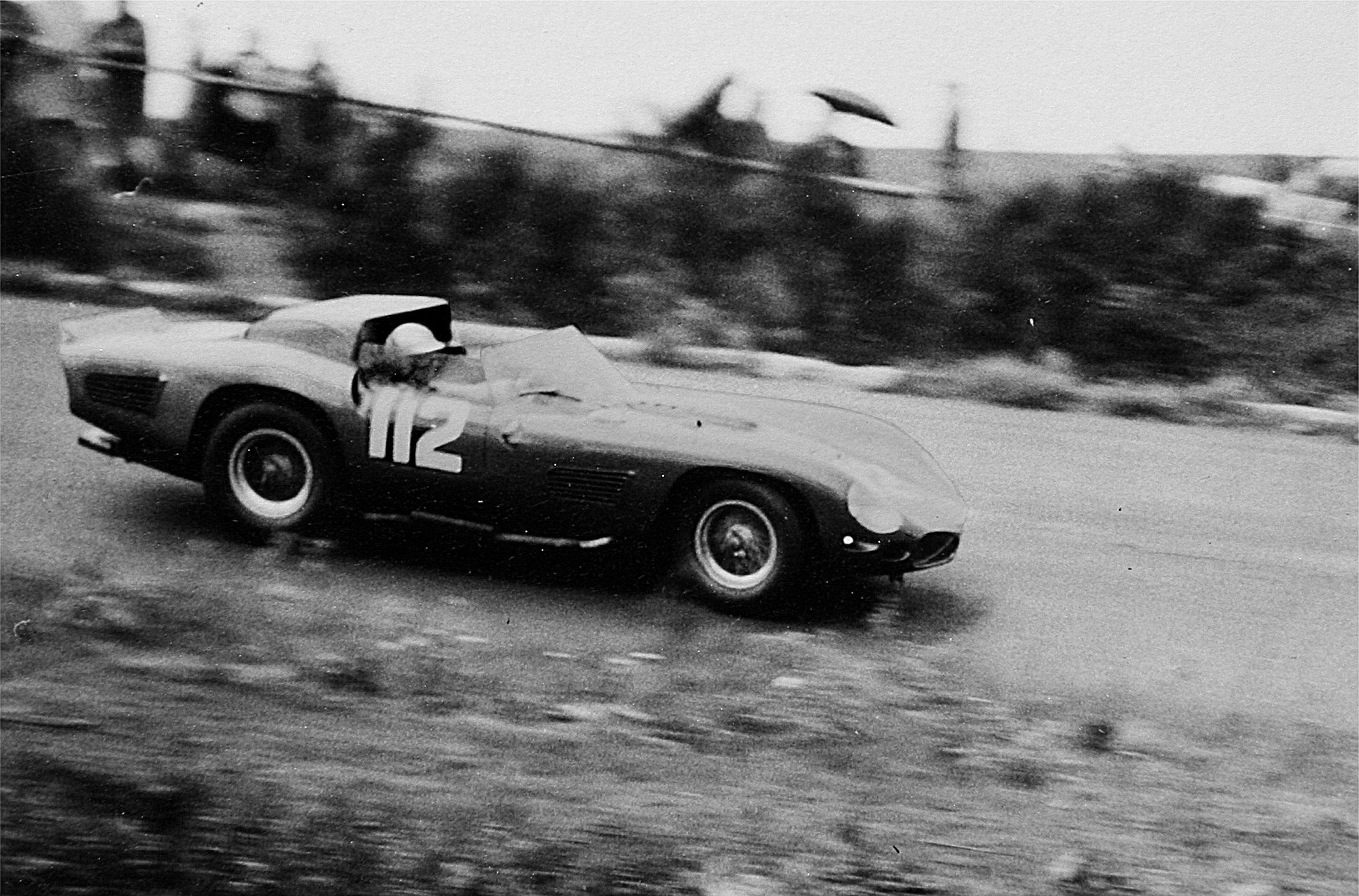
Ferrari 250 TRI, którym Umberto Maglioli ścigał się wraz z Carlo Mario Abate w 1000 km Nürburgring (1963)

Umberto Maglioli (ur. 5 czerwca 1928 roku w Bioglio, zm. 6 lutego 1999 roku w Monzy) – włoski kierowca wyścigowy.

## Wyniki w Formule 1
| Legenda oznaczeń w tabelach wyników Wyświetl szablon na nowej stronie | Legenda oznaczeń w tabelach wyników Wyświetl szablon na nowej stronie                                                                     |
| Oznaczenie                                                            | Wyjaśnienie |
| --------------------------------------------------------------------- | --- |
| Złoty                                                                 | Zwycięzca lub mistrzostwo |
| Srebrny                                                               | 2. miejsce lub wicemistrzostwo |
| Brązowy                                                               | 3. miejsce lub II wicemistrzostwo |
| Zielony                                                               | Ukończył, punktował (w klasyfikacji generalnej, gdy zdobył co najmniej jeden punkt na przestrzeni sezonu, poza trzema powyższymi opcjami) |
| Niebieski                                                             | Ukończył, nie punktował (w klasyfikacji generalnej, gdy nie zdobył co najmniej jednego punktu na przestrzeni sezonu)                      |
| Czerwony                                                              | Nie zakwalifikował się (NZ) |
| Czerwony                                                              | Nie prekwalifikował się (NPK) |
| Różowy                                                                | Nie ukończył (NU) |
| Różowy                                                                | Niesklasyfikowany (NS) (w klasyfikacji generalnej, gdy nie został sklasyfikowany w żadnym wyścigu sezonu)                                 |
| Czarny                                                                | Zdyskwalifikowany (DK) |
| Czarny                                                                | Wykluczony (WYK/EX) |
| Biały                                                                 | Nie wystartował (NW) |
| Biały                                                                 | Kontuzjowany (K/INJ) |
| Biały                                                                 | Wyścig odwołany (OD/C) |
| Bez koloru                                                            | Został wycofany (WYC/WD) |
| Bez koloru                                                            | Nie przybył (NP/DNA) |
| Bez koloru                                                            | Nie brał udziału w treningach (NT/DNP) |
| Bez koloru                                                            | Nie został zgłoszony (–) |
| Pogrubienie                                                           | Start z pole position |
| Kursywa                                                               | Najszybsze okrążenie wyścigu |
| †                                                                     | Nie ukończył, ale jego rezultat został zaliczony ze względu na przejechanie więcej niż 90% dystansu wyścigu.                              |
| *                                                                     | Sezon w trakcie |
| 1/2/3                                                                 | Punktowana pozycja w sprincie kwalifikacyjnym                                                                                             |
| Lista systemów punktacji Formuły 1                                    | |

| Rok  | Zespół                    | Bolid         | Silnik      | Wyniki w poszczególnych eliminacjach | Wyniki w poszczególnych eliminacjach | Wyniki w poszczególnych eliminacjach | Wyniki w poszczególnych eliminacjach | Wyniki w poszczególnych eliminacjach | Wyniki w poszczególnych eliminacjach | Wyniki w poszczególnych eliminacjach | Wyniki w poszczególnych eliminacjach | Wyniki w poszczególnych eliminacjach | Pozycja | Punkty |
| ---- | ------------------------- | ------------- | ----------- | ------------------------------------ | ------------------------------------ | ------------------------------------ | ------------------------------------ | ------------------------------------ | ------------------------------------ | ------------------------------------ | ------------------------------------ | ------------------------------------ | ------- | ------ |
| 1953 | Scuderia Ferrari          | Ferrari 553   | Ferrari R4  | ARG                                  | 500                                  | HOL                                  | BEL                                  | FRA                                  | GBR                                  | GER                                  | SWI                                  | ITA                                  | NS      | 0      |
| 1953 | Scuderia Ferrari          | Ferrari 553   | Ferrari R4  | -                                    | -                                    | -                                    | -                                    | -                                    | -                                    | -                                    | -                                    | 8                                    | NS      | 0      |
| 1954 | Scuderia Ferrari          | Ferrari 625   | Ferrari R4  | ARG                                  | 500                                  | BEL                                  | FRA                                  | GBR                                  | GER                                  | SWI                                  | ITA                                  | ESP                                  | 18      | 2      |
| 1954 | Scuderia Ferrari          | Ferrari 625   | Ferrari R4  | 9                                    | -                                    | -                                    | -                                    | -                                    | -                                    |                                      | 3*                                   | -                                    | 18      | 2      |
| 1954 | Scuderia Ferrari          | Ferrari 553   | Ferrari R4  |                                      |                                      |                                      |                                      |                                      |                                      | 7                                    |                                      |                                      | 18      | 2      |
| 1955 | Scuderia Ferrari          | Ferrari 625   | Ferrari R4  | ARG                                  | MON                                  | 500                                  | BEL                                  | HOL                                  | GBR                                  | ITA                                  |                                      |                                      | 21      | 1,33   |
| 1955 | Scuderia Ferrari          | Ferrari 625   | Ferrari R4  | 3†                                   | -                                    | -                                    | -                                    | -                                    | -                                    |                                      |                                      |                                      | 21      | 1,33   |
| 1955 | Scuderia Ferrari          | Ferrari 555   | Ferrari R4  |                                      |                                      |                                      |                                      |                                      |                                      | 7                                    |                                      |                                      | 21      | 1,33   |
| 1956 | Scuderia Guastalla        | Maserati 250F | Maserati R6 | ARG                                  | MON                                  | 500                                  | BEL                                  | FRA                                  | GBR                                  | GER                                  | ITA                                  |                                      | NS      | 0      |
| 1956 | Scuderia Guastalla        | Maserati 250F | Maserati R6 | -                                    | -                                    | -                                    | -                                    | -                                    | NU                                   | -                                    | -                                    |                                      | NS      | 0      |
| 1956 | Officine Alfieri Maserati | Maserati 250F | Maserati R6 |                                      |                                      |                                      |                                      |                                      |                                      | NU                                   | NU‡                                  |                                      | NS      | 0      |
| 1957 | Dr Ing F Porsche KG       | Porsche 550RS | Porsche B4  | ARG                                  | MON                                  | 500                                  | FRA                                  | GBR                                  | GER                                  | PES                                  | ITA                                  |                                      | NS      | 0      |
| 1957 | Dr Ing F Porsche KG       | Porsche 550RS | Porsche B4  | -                                    | -                                    | -                                    | -                                    | -                                    | NU                                   | -                                    | -                                    |                                      | NS      | 0      |

* – bolid współdzielony z Josém Froilánem González
† – bolid współdzielony z Giuseppe'ą Farina i Maurice'ym Trintignantem
‡ – bolid współdzielony z Jeanem Behrą